# Eucalyptus tetrodonta

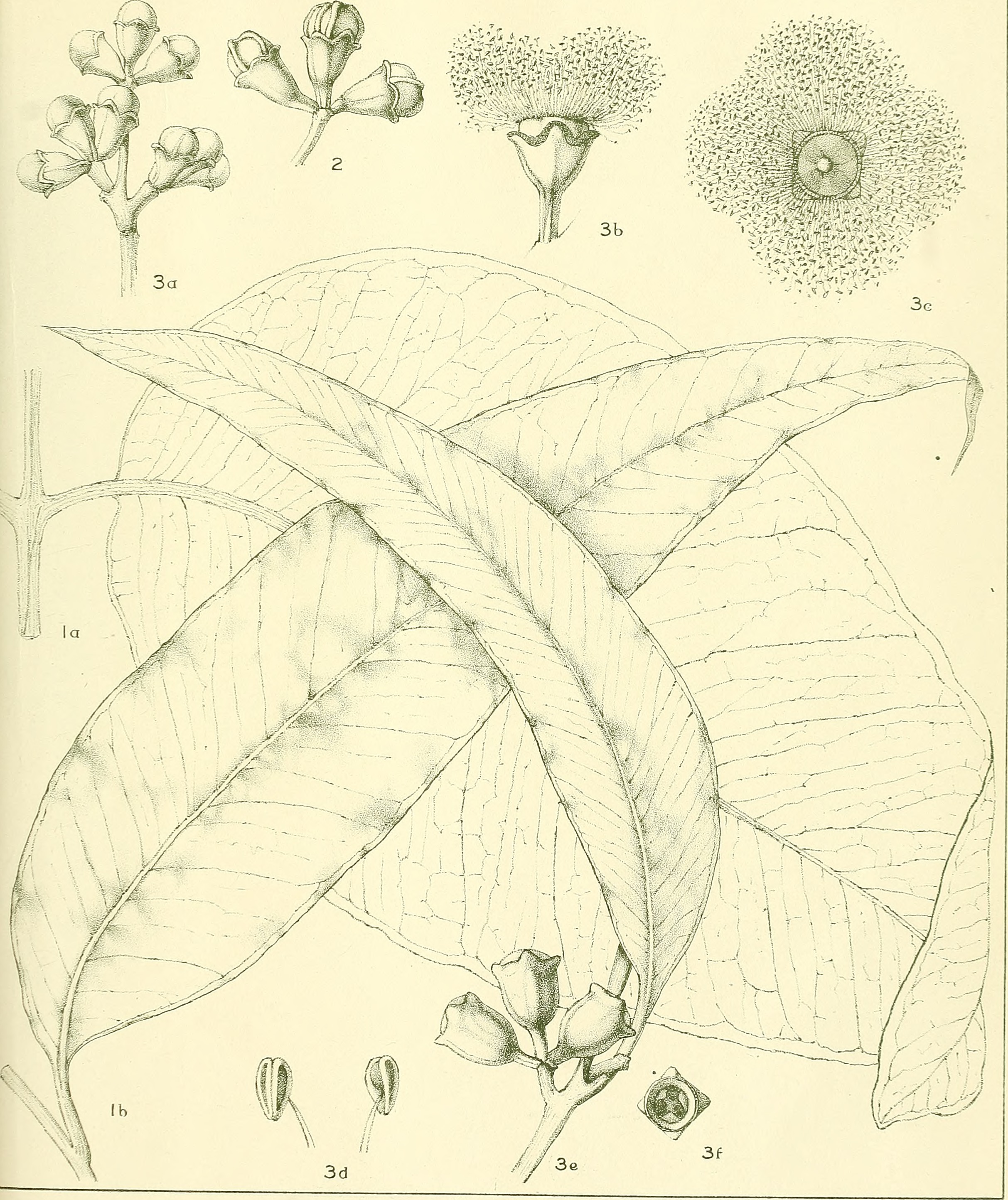
Ilustración de Maiden en A Critical Revision of the Genus Eucalyptus

Eucalyptus tetrodonta, comúnmente conocido en inglés como Darwin stringybark o messmate, es una especie de árbol de tamaño mediano a alto que es endémica del norte de Australia.

## Descripción
Eucalyptus tetrodonta es un árbol que típicamente crece hasta una altura de 9–25 m (30-82 ft) y forma un lignotúber. Tiene corteza rugosa o fibrosa, gris sobre marrón rojiza en el tronco y las ramas. Las plantas jóvenes y vástagos tienen hojas ovaladas a lanceoladas, que son del mismo tono de verde azulado opaco en ambos lados, dispuestos en pares opuestos, de 150–350 mm de largo y 35-120mm de ancho. Las hojas adultas están dispuestas en pares opuestos, del mismo tono de verde azulado opaco en ambos lados, en forma de lanza, de 90–240 mm de largo y de 10–35 mm de ancho, afinándose a un pecíolo de 11–26 mm de largo. Los botones florales están dispuestos en las axilas de las hojas en grupos de tres en un pedúnculo de 3–17 mm de largo, las yemas individuales en pedicelos de hasta 9 mm de largo. Los cogollos maduros son de forma ovalada a pera, 8–13 mm de largo y 6-12 de ancho con un opérculo redondeado. La floración ocurre entre junio y septiembre y las flores son blanquecinas o de color crema. El fruto es una cápsula de 12–20 mm de largo y 9-17 de ancho con un disco descendente verticalmente. Las semillas son grises, aplastadas ovaladas y de 2–4 mm de largo.

## Taxonomía y denominación
Eucalyptus tetrodonta fue descrito formalmente por primera vez por el botánico Ferdinand von Mueller en 1859 en Journal of the Proceedings of the Linnean Society, Botany. El epíteto específico se deriva de las palabras en griego antiguo que significan "cuatro" y "diente", en referencia a los cuatro dientes que a veces se encuentran alrededor del borde del fruto. El pariente más cercano de este árbol es E. megasepala.

## Distribución y hábitat
La especie se encuentra en llanos y mesetas en la región de Kimberley en Australia Occidental, donde crece en áreas planas y mesetas en suelos arenosos sobre laterita, arenisca o cuarcita. El rango se extiende hacia el este a través del extremo superior del Territorio del Norte y partes de las regiones del golfo de Carpentaria y cabo York en el norte de Queensland. Por lo general, es parte de bosques abiertos o comunidades boscosas.

## Estado de conservación
Este eucalipto está clasificado como "no amenazado" por el Departamento de Parques y Vida Silvestre del Gobierno de Australia Occidental, como "menor preocupación" en virtud de la Ley de Conservación de Parques y Vida Silvestre y como "menor preocupación" en virtud de la Ley de Conservación de la Naturaleza del Gobierno de Queensland de 1992.